# Risto Santeri Lamppu
Risto Santeri Lamppu (1924. – 1995.) je bivši finski hokejaš na travi.
Na hokejaškom turniru na Olimpijskim igrama 1952. u Helsinkiju je igrao za Finsku, koja je ispala u četvrtzavršnici. 

## Vanjske poveznice
- Profil na Sports Reference.com  Arhivirana inačica izvorne stranice od 15. prosinca 2012. (Wayback Machine)